# Max Streckenbach

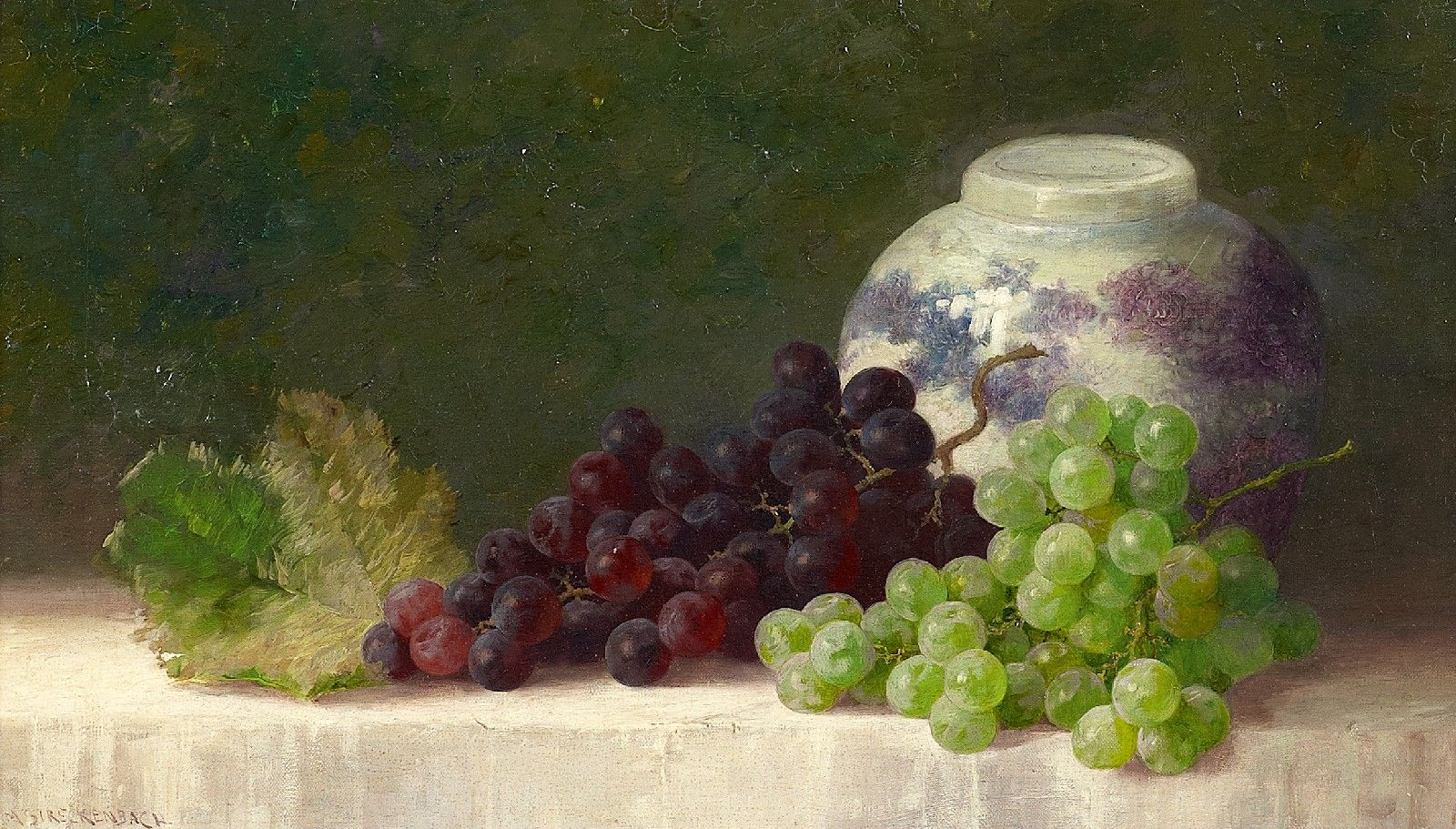
Stillleben mit Weintrauben und Porzellanvase

Max Theodor Alexander Julius Streckenbach (* 18. Mai 1863 in Eckernförde; † 22. September 1936 ebenda) war ein deutscher Maler. Er gilt als Eckernfördes bekanntester Künstler.
Nach dem Maler ist in Eckernförde der Streckenbachsgang benannt, der die Straßen Mühlenberg und Vogelsang verbindet.

## Leben

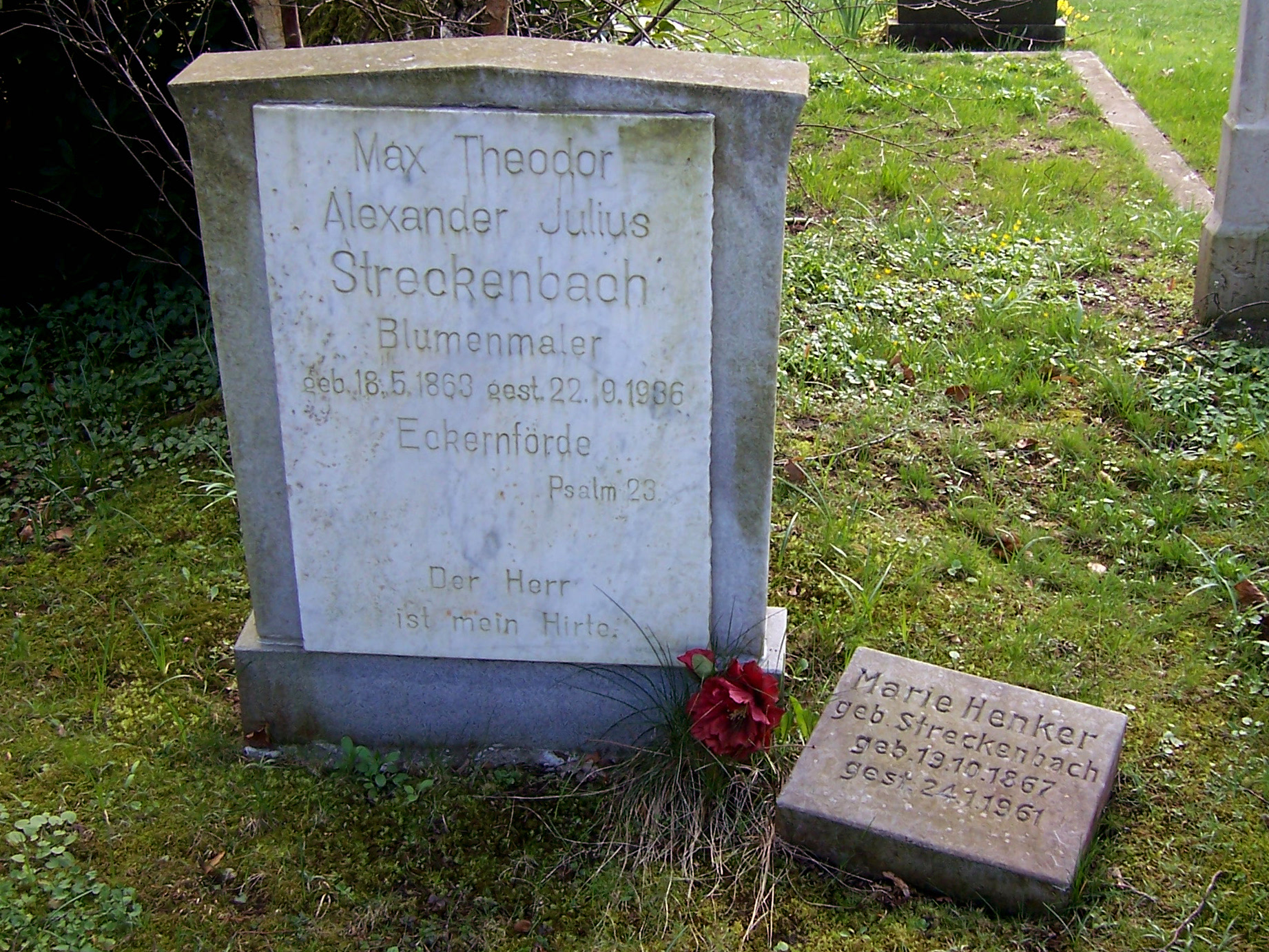
Grab von Max Streckenbach in Eckernförde

Streckenbach wurde als Sohn eines Apothekers geboren und sollte die Privilegierte Löwen-Apotheke in Eckernförde übernehmen. Von 1876 bis 1885 besuchte er die Domschule Schleswig. Er studierte von 1885 bis 1895 Medizin in München, Berlin und Rostock, Kiel und Bern. Nach seiner Rückkehr nach Eckernförde wurde er ab 1902 als Blumenmaler aus Eckernförde bekannt. Gärtnereien der Stadt stellten Streckenbach sowohl ihre Gewächshäuser als auch Blumen zur Verfügung. Gelegentlich hat er dies mit von ihm gemalten Bildern „bezahlt“.
Die von ihm bewohnte Villa im Vogelsang 8 in Eckernförde ist weitgehend unverändert erhalten. Streckenbach ist auf dem Friedhof Eckernförde begraben.

## Werk
Streckenbach war Autodidakt und hat als Stilllebenmaler hauptsächlich Mohn, Rosen, Tulpen und Weihnachtssterne gemalt. Der von ihm in zahlreichen Varianten gemalte Klatschmohn gilt als sein Lieblingsmotiv. Ab 1902 stellte er seine Werke auch öffentlich aus und wurde schnell überregional bekannt. Es folgten Ausstellungen zum Beispiel in Essen, Osnabrück, Köln und Görlitz. Um seine Werke besser zu verbreiten, ließ Streckenbach sie als Öl- und Vierfarbdrucke reproduzieren. Mehrere seiner Bilder wurden auf der Titelseite des US-amerikanischen Magazins Better Homes and Gardens abgedruckt.